# نیکتا اسفندانی
نیکتا اسفندانی (۲۲ اردیبهشت ۱۳۸۴ – ۲۵ آبان ۱۳۹۸) یکی از کشته‌شدگان اعتراضات آبان ۱۳۹۸ ایران بود.

## زندگی
نیکتا اسفندانی در ۲۲ اردیبهشت سال ۱۳۸۴ متولد شد. او عضو یک گروه تئاتر بود و به نواختن گیتار علاقه داشت.

## کشته شدن
نیکتا اسفندانی روز ۲۵ آبان ۱۳۹۸ در خیابان ستارخان تهران بر اثر اصابت گلوله کشته شد. تلویزیون ایران مصاحبه‌ای از پدر او پخش کرد که در آن این موضوع که او «ضد نظام» بوده است را رد می‌کرد. این در حالی است که خانوادهٔ نیکتا در صفحه اینستاگرام او، ابراز امیدواری کردند که «خون ریخته‌شده دختر بی‌گناهشان بی‌جواب نماند.»
پیکر نیکتا اسفندانی، ۲۹ آبان ۱۳۹۸ در بهشت زهرای تهران به خاک سپرده شد.
- تصویر نیکتا اسفندانی، به عنوان یکی از کشته‌شدگان در روزهای نخست اعتراضات سراسری آبان ۱۳۹۸ در فضای مجازی به سرعت منتشر شد.[۱۷][۱۸][۱۹][۲۰]
- ۱۲ آذر ۱۳۹۸ سخنگوی قوه قضائیه اعلام کرد نیکتا اسفندانی در اثر مسمومیت جان خود را از دست داده است.[۲۱][۲۲]
- در یکی از بخش‌های خبری تلویزیون ایران، گزارشگران به خانه «نیکتا اسفندانی» رفتند. در این گزارش پدر نیکتا تأکید می‌کند که مرگ او هیچ ارتباطی با اعتراضات مردمی نداشته است.[۱۱][۲۳][۱۲][۲۴]
- ۱۳ آذر ۱۳۹۸ صفحهٔ اینستاگرام منسوب به نیکتا اسفندانی پستی با این نوشته منتشر نمود:[۱۴][۱۳][۱۵][۲۵]

«ممنونم بابت پیام‌های تسلیتتون. این صفحه دیگه یادگاری می‌مونه از دخترم که دیگه ندارمش و فعالیتی نخواهم کرد. امید است که خون ریخته شده دختر بی‌گناهم بی‌جواب نمونه»— اینستاگرام نیکتا اسفندانی
- چرالی وایمرز، نماینده پارلمان اروپا، با اشاره به کشته شدن نیکتا اسفندانی گفت «کسانی که در مرگ او دست دارند، فرزندانشان را به اروپا می‌فرستند تا جلوی ماشین‌های فراری برای اینستاگرام عکس بگیرند.» او خواهان منع صدور ویزا برای ناقضان حقوق‌بشر و خانواده‌شان شد.[۲۶]
- آبان ۱۳۹۹ مادر نیکتا اسفندانی در اینستاگرام نوشت: «در خیابان می‌کشند و در دادگاه محکوم به اعدام می‌کنند تا اینگونه ما را بترسانند؛ غافل از اینکه ما دیگر چیزی برای از دست دادن نداریم…»[۲۷]

## شعری برای نیکتا اسفندانی
رضا مقصدی برای نیکتا اسفندانی شعری با عنوان «می‌خواستی ترانه‌سُرای وطن شوی» سرود.
چشم تو از کدام غزل، آب خورده است؟

  ای شوکتِ شریفِ غزالِ قصیده‌ها!
 آواز تازه‌ات
 در سینهٔ سپیده وُ آیینه‌های ماست.
 درباغِ داغدیده، که پیغامِ عشق را–
 با شورِ عاشقانه‌ات پیوند کرده است.
 در شعر من، که شاعرِ شیداییِ توأم.
 می‌خواستی، ترانه‌سُرای چمن شوی.
 هم‌صحبتِ صمیمیِ گیتا ر-
 در کوچه‌سارِ غمزدهٔ این وطن شوی.
 می‌خواستی… ولی
 فریاد، در گلوی تو خونین وُ سرد گشت.
 نام تو در زمانهٔ بیداد-
 همرنگِ درد گشت.
 در روزگارِ آه
 آیا کدام ماه؟

  در جستجوی چشم تو می‌گرید.